# Chloeres albifimbria
Chloeres albifimbria är en fjärilsart som beskrevs av W. Warren 1896. Chloeres albifimbria ingår i släktet Chloeres och familjen mätare. Inga underarter finns listade i Catalogue of Life.